# 今村ねずみ
今村 ねずみ（いまむら ねずみ、1958年（昭和33年）6月11日 - ）は、日本の俳優、演出家。THE CONVOYの主宰者。本名、今村昌宏。
北海道出身。

## 人物
高校卒業後に上京し、夢の遊眠社に2年程在籍ののちタップダンサー募集の広告で応募したところ見事合格、赤坂のTap Tipsに入る。1985年4月から半年間、2代目いいとも青年隊を務める。Tap Tipsでタップダンサー兼ウェイターとして、1日3回のステージを年間300日など厳しい修行をこなす。そこで定休日の日曜日に店長に頼み、そのときの従業員だった仲間と自分のショーを開催したのが「THE CONVOY SHOW」の始まりとなる。1986年瀬下尚人、石坂勇らと正式にTHE CONVOYを立ち上げ、主宰者となる。2006年には韓国版「ATOM」でロングラン公演を成功させる。2013年から2018年までプリンスアイスワールドの演出を手がけ、2019年にはSTU48船上公演に参加している。

## 略歴
- 高校卒業後に上京し、夢の遊眠社やTap Tipsなどで活躍。
- 1985年（昭和60年）4月から半年間、伊藤彰、森岡進とともに2代目いいとも青年隊を務める。
- 1986年（昭和61年）、赤坂のショーパブでダンサー兼ウェイターをしながら、そこで出会った瀬下尚人、石坂勇らと共にTHE CONVOYを立ち上げ、主宰者となる。THE CONVOY SHOWに出演の他、作・構成・演出・振付もこなしている。
- 1999年（平成11年）、日本映画テレビプロデューサー協会主催・第12回ザ・ヒットメーカー 99、演劇部門を受賞。
- 2010年（平成22年）、第35回菊田一夫演劇賞・演劇賞を受賞。
- 2014年（平成26年）、プリンス・アイスワールド2014の構成・演出を担当。

## 出演

### 映画
- 菊次郎の夏（1999年） - あんちゃん 役

### 舞台
- 『ミュージカル坂本龍馬』 桂小五郎 （1989年）
- 『恋紅』（1994年）
- 『リトル・ショップ・オブ・ホラーズ』 オリン（1995年）
- 『蜘蛛女のキス』 モリーナ （2005年）
- 『6週間のダンスレッスン』 マイケル （2006年・2007年）
- 『キサラギ』 オダ・ユージ （2009年）
- 『THE 39 STEPS -秘密の暗号を追え!-』 クラウン1 （2010年）
- 『絹の靴下』 スティーブ・キャンフィールド （2010年）
- 『Nez Channel 〜チャンネルはそのまま〜』（2012年）
- 『ACCA13区監察課』リーリウム（2017年）
- 『MANKAI STEGE『A3!』～SUMMER 2019～』斑鳩八角（声の出演）（2019年）
- 『THE CONVOY SHOW vol.38『ONE!』』（2019年）
- 『PSYCHO-PASS サイコパス Chapter1―犯罪係数―』（2019年）

### その他のテレビ番組
- 昨日、悲別で（NTV）
- いのちの響（TBSテレビ）

### ラジオドラマ
- 年忘れ青春アドベンチャー「ねずみのチュー告」（1995年12月11日 - 15日、NHK-FM）
- ドラマスペシャル「ソフィーの世界」前編・後編（1996年1月14日・15日、NHK-FM）[3]
- 年忘れ青春アドベンチャー「モ〜！いいかげんにして！！」（1996年12月16日 - 20日、NHK-FM）

## 受賞歴
- 第12回ヒットメーカー・演劇部門　（1999年）
- 第35回菊田一夫演劇賞・演劇賞　（2010年）　- 「キサラギ」のオダ・ユージ、「THE 39 STEPS」のクラウン1役に対して